# Kristian Hlynsson
Kristian Nökkvi Hlynsson (* 23. Januar 2004 in Odense, Dänemark) ist ein isländischer Fußballspieler, der aktuell bei Twente Enschede unter Vertrag steht.

## Karriere

### Verein
Kristian Hlynsson begann seine fußballerische Karriere in der Jugend von Þór Akureyri und Breiðablik Kópavogur in Island. Am 28. September 2019 (22. Spieltag) debütierte er im Alter von 15 Jahren in der Pepsideild, der höchsten isländischen Spielklasse, für Breiðablik. Damit war er einer der zehn jüngsten eingesetzten Spieler der Pepsideild.
Im Februar 2020 wechselte er in die Jugendakademie von Ajax Amsterdam. 2019/20 spielte er ein paar Mal in der B-Junioren-Eredivisie konnte aber auch schon Erfahrungen in der Youth League machen. In der Folgesaison debütierte er in der zweiten Mannschaft, als er am 7. Dezember 2020 (15. Spieltag) bei einem 1:1-Unentschieden gegen den FC Eindhoven für zwei Minuten spielte. In der Saison kam er neben wenigen Einsätzen dort auch noch für die Jugendabteilung zum Einsatz.
Nachdem Kristian in der Spielzeit 2021/22 als 17-jahriger schon zweimal für die Profimannschaft im KNVB-Pokal zum Einsatz kam und dabei auch zwei Treffer erzielen konnte, wurde er zur Saison 2023/24 fest in den Kader des Erstligisten integriert. Sein Ligadebüt gab er am 19. August 2023 im Auswärtsspiel bei Excelsior Rotterdam (2:2), als er in der 89. Minute für Jakov Medić eingewechselt wurde.
Zwei Monate später erzielte der Mittelfeldspieler dann beim 4:3-Erfolg über den FC Utrecht auch seine ersten beiden Tore in der Eredivisie. Vier Tage später debütierte Kristian auch in der UEFA Europa League bei der Partie gegen Brighton & Hove Albion  (0:2).
Ende Januar 2025 wurde er für den Rest der Saison an Sparta Rotterdam verliehen.
Zur Saison 2025/26 wechselte er zum FC Twente Enschede.

### Nationalmannschaft
Von 2018 bis 2023 spielte Kristian Hlynsson 19 Mal für diverse isländische Jugendauswahlen und erzielte dabei drei Treffer. Am 1. September 2021 debütierte er für das U-21-Team in der EM-Qualifikation gegen Belarus (2:1). Seitdem erzielte er für diese Auswahl in zehn Partien sechs Tore. Während der EM-Qualifikation 2024 kam Kristian Hlynsson am 16. November 2023 gegen die Slowakei zu seinem ersten A-Länderspiel.

## Sonstiges
Im Jahre 2021 war er eines von sechzig Talenten der „Next Generation“-Liste von The Guardian.
Sein älterer Bruder Ágúst ist ebenfalls Profifußballspieler und spielt aktuell bei AB Gladsaxe.